# دهون مقواة

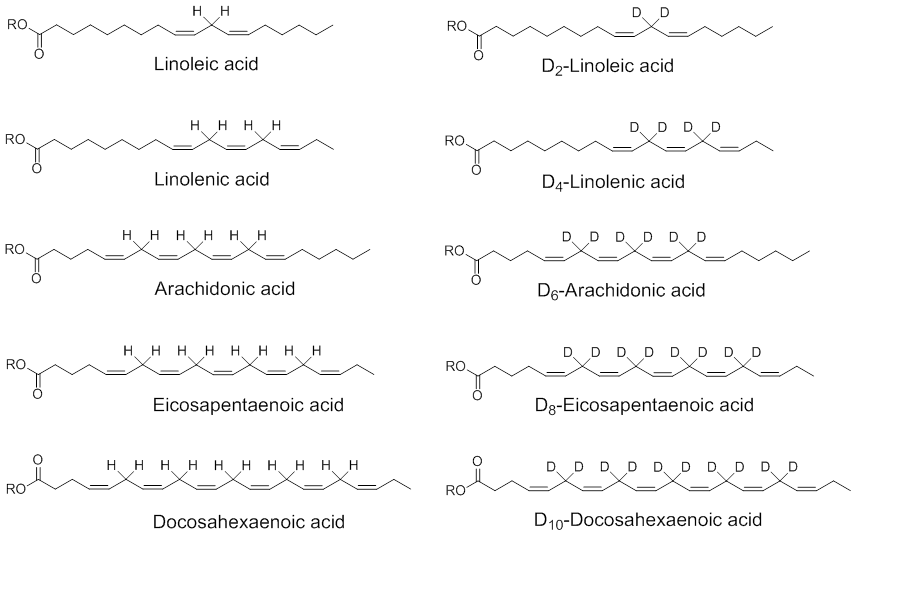

الدهون المقواة هي جزيئات ليبيدية تحتوي فيها بعض الأحماض الدهنية على الديوتيريوم بدلًا من الهيدروجين. يمكن استخدامها لحماية الخلايا الحية عن طريق إبطاء التفاعل التسلسلي بسبب تأثير النظائر على فوق أكسدة الليبيد. يحتوي ليبيد ثنائي الطبقة للخلية  وأغشية العضيات على أحماض دهنية متعددة غير مشبعة  وهي مكونات رئيسية لأغشية الخلايا والعضيات. أي عملية تزيد من أكسدة الأحماض الدهنية المتعددة غير المشبعة  أو تعيق قدرتها على الاستبدال يمكن أن تؤدي إلى مرض خطير. بالمقابل، فإن استخدام الدهون المقواة التي توقف التفاعل التسلسلي لفوق أكسدة الليبيد له إمكانيات وقائية وعلاجية.

## أمثلة على الدهون المقواة
هناك عدد من الأحماض الدهنية المتعددة غير المشبعة التي يمكن تعزيزها عن طريق إضافة الديوتيريوم. وهي تشمل (أسماء النسخ المدعمة مفصولة بشرطة مائلة):
- حمض اللينولييك \ D2-حمض اللينوليك (D2-Lin)
- حمض ألفا-اللينولينيك \ D4-α-حمض لينولينيك (D4-Lnn)
- حمض الأراكيدونيك \ D6-حمض الأراكيدونيك (D6-ARA)
- حمض الإيكوسابنتاينويك \D8-حمض إيكوسابنتاينويك (D8-EPA)
- حمض الدوكوساهكساينويك \ D10-حمض دوكوساهيكسانويك (D10-DHA)

## آلية العمل
الهيدروجين عنصر كيميائي عدده الذري 1. يحتوي على بروتون واحد  وإلكترون واحد فقط. الديوتيريوم هو النظير الأثقل  وغير المشع  والمستقر للهيدروجين الذي يحدث بشكل طبيعي. يحتوي الديوتيريوم على بروتون واحد  وإلكترون واحد  ونيوترون، مما يضاعف بشكل فعال كتلة نظير الديوتيريوم دون تغيير خصائصه بشكل كبير. يؤدي استبدال الديوتيريوم بالهيدروجين إلى إنتاج مركبات معززة بالدوتيريوم متشابهة في الحجم  والشكل مع المركبات القائمة على الهيدروجين.
أحد أكثر أنواع الإجهاد تأكسدي ايذاءً  ولا يمكن إصلاحه الذي تسببه مركبات الأكسجين التفاعلية على الجزيئات الحيوية يتضمن انقسام رابطة الكربون  والهيدروجين (استخراج الهيدروجين). من الناحية النظرية، فإن استبدال الهيدروجين بالديوتيريوم "يعزز" الرابطة بسبب تأثير النظائر الحركية، وستكون هذه الجزيئات الحيوية المعززة التي يلتقطها الجسم أكثر مقاومة لـمركبات الأكسجين التفاعلية.
تقاوم الدهون المقواة بالديوتيريوم فوق أكسدة الليبيد غير الأنزيمي من خلال تأثير النظائر- وهي آلية غير مضادة للأكسدة تحمي الميتوكوندريا  والخلايا العصبية  والأغشية الدهنية الأخرى، مما يقلل بشكل كبير من مستويات العديد من المنتجات السامة المشتقة من فوق أكسدة الليبيد مثل الكربونيل التفاعلي.

## البحوث المخبرية والحيوانية
تم اختبار مفهوم استخدام الدهون المقواة لتثبيط فوق أكسدة الليبيد في العديد من النماذج الخلوية  والحيوانية، بما في ذلك:
- مرض باركنسون (نماذج MPTP وa-Syn في الفئران والجرذان)
- داء هنتنغتون (في الفئران)
- مرض آلزهايمر  (طرازات الفأر APP / PS1 وALDH2)
- اعتلال الشبكية السكري (فئران اكيتا)
- التنكس البقعي المرتبط بالعمر (تشعيع الضوء في الفئران، الحمل الزائد للحديد في الفئران)
- تصلب عصيدي (فئران ليدن)

## البحوث السريرية

### رنح فريدريخ
تم إجراء تجربة سريرية مزدوجة التعمية مرحلة أولى / ثانية التي يتم التحكم فيها بواسطة المقارنة لاستخدام إستر إيثيل حمض اللينوليك D2-linoleic acid ethyl ester (آر تي 001) لرنح فريدريخ، برعاية شركة Retrotope  وتحالف رنح فريدريخ للأبحاث، تم إجراؤه لتحديد ملف السلامة  والجرعات المناسبة للتجارب اللاحقة. تم امتصاص آر تي 001 على الفور ووجد أنه آمن  ومحتمل على مدار 28 يوم بجرعة قصوى تبلغ 9 غرام / يوم. لقد حسنت ذروة عبء العمل  وذروة استهلاك الأكسجين في مجموعة الاختبار مقارنة بالمجموعة المرجعية التي تلقت جرعات متساوية من إستر إيثيل حمض اللينوليك العادي غير المعزز بالديوتيريوم. بدأت دراسة سريرية عشوائية مزدوجة التعمية خاضعة للعلاج الوهمي أخرى في عام 2019.

### ضمور المحور العصبي الطفلي
بدأت دراسة سريرية مفتوحة غير معماة لضمور المحور العصبي الطفلي تقيم التقييم طويل المدى للفعالية  والسلامة  والتحمل  والحركيات الدوائية لآر تي 001، والتي، عند تناولها مع الطعام، يمكن أن تحمي الخلايا العصبية من التنكس، بدأت في صيف 2018.

### التنكس العصبي المرتبط بالفوسفوليباز 2جي6
في عام 2017، منحت إدارة الغذاء والدواء (الولايات المتحدة) آر تي 001 تسمية الدواء اليتيم في علاج التنكس العصبي المرتبط بالفوسفوليباز 2جي 6 ( التنكس العصبي المصاحب لتراكم الحديد في الدماغ).

### تصلب جانبي ضموري
في عام 2018، تم إعطاء آر تي 001 لمريض مصاب بالتصلب الجانبي الضموري بموجب "مخطط الاستخدام الرحيم".

### الشلل فوق النووي المترقي
في عام 2020، منحت إدارة الغذاء  والدواء الأمريكية تسمية الدواء اليتيم  آر تي 001 لعلاج المرضى الذين يعانون من الشلل فوق النووي المترقي. الشلل فوق النووي المترقي هو مرض ينطوي على تعديل  وخلل وظيفي في بروتين تاو. تعمل آلية عمل آر تي 001 على تقليل فوق أكسدة الليبيد  وتمنع موت خلايا الميتوكوندريا للخلايا العصبية المرتبطة ببداية المرض وتطوره.

## أنظر أيضاً
- ليبيد
- الديوتيريوم
- فوق أكسدة الليبيد